# Родезийский фунт
Родезийский фунт (англ. Rhodesian pound) — денежная единица Родезии в 1964—1970 годах. 1 фунт = 20 шиллингов = 240 пенсов.

## История
Родезийский фунт был введён 16 ноября 1964 года вместо фунта Родезии и Ньясаленда — общей валюты Северной Родезии, Южной Родезии и Ньясаленда. Обмен производился 1:1. Банкноты Банка Родезии и Ньясаленда утратили силу законного платёжного средства 1 июля 1965 года. Выпуск новых монет начат 25 января 1966 года.
В 1965 году, после провозглашением правительством Яна Смита независимости, Родезия была исключена из стерлинговой зоны.
17 февраля 1970 года вместо родезийского фунта введён родезийский доллар. Обмен производился в соотношении: 1 фунт = 2 доллара.

## Монеты и банкноты
Чеканились монеты в 3 и 6 пенсов, 1, 2 и 21⁄2 шиллингов. Одновременно на монетах был обозначен номинал в центах (21⁄2, 5, 10, 20 и 25 центов соответственно), хотя децимализация валюты в Родезии была проведена только в 1970 году с введением родезийского доллара. В 1966 году небольшим тиражом выпущены золотые монеты в 10 шиллингов, 1 и 5 фунтов.
Выпускались банкноты Резервного банка Родезии в 10 шиллингов, 1 и 5 фунтов.
На всех монетах и банкнотах — портрет Елизаветы II, формально являвшейся главой государства.